# Assen (stacja kolejowa)
Assen – stacja kolejowa w Assen, w prowincji Drenthe, w Holandii. Stacja została otwarta 1 maja 1870.